# La Mezclita
La Mezclita är en ort i Mexiko.   Den ligger i kommunen Ahualulco och delstaten San Luis Potosí, i den centrala delen av landet, 400 km nordväst om huvudstaden Mexico City. La Mezclita ligger 1 903 meter över havet och antalet invånare är 139.
Terrängen runt La Mezclita är kuperad österut, men västerut är den platt. La Mezclita ligger nere i en dal. Runt La Mezclita är det ganska tätbefolkat, med 54 invånare per kvadratkilometer. Närmaste större samhälle är Ahualulco, 11,8 km nordost om La Mezclita. Omgivningarna runt La Mezclita är i huvudsak ett öppet busklandskap.